# Église Saint-Rémi de Resson
L'église Saint-Rémi est une église catholique située à Resson, en France.

## Localisation
L'église est située dans le département français de la Meuse, sur la commune de Resson.

## Description

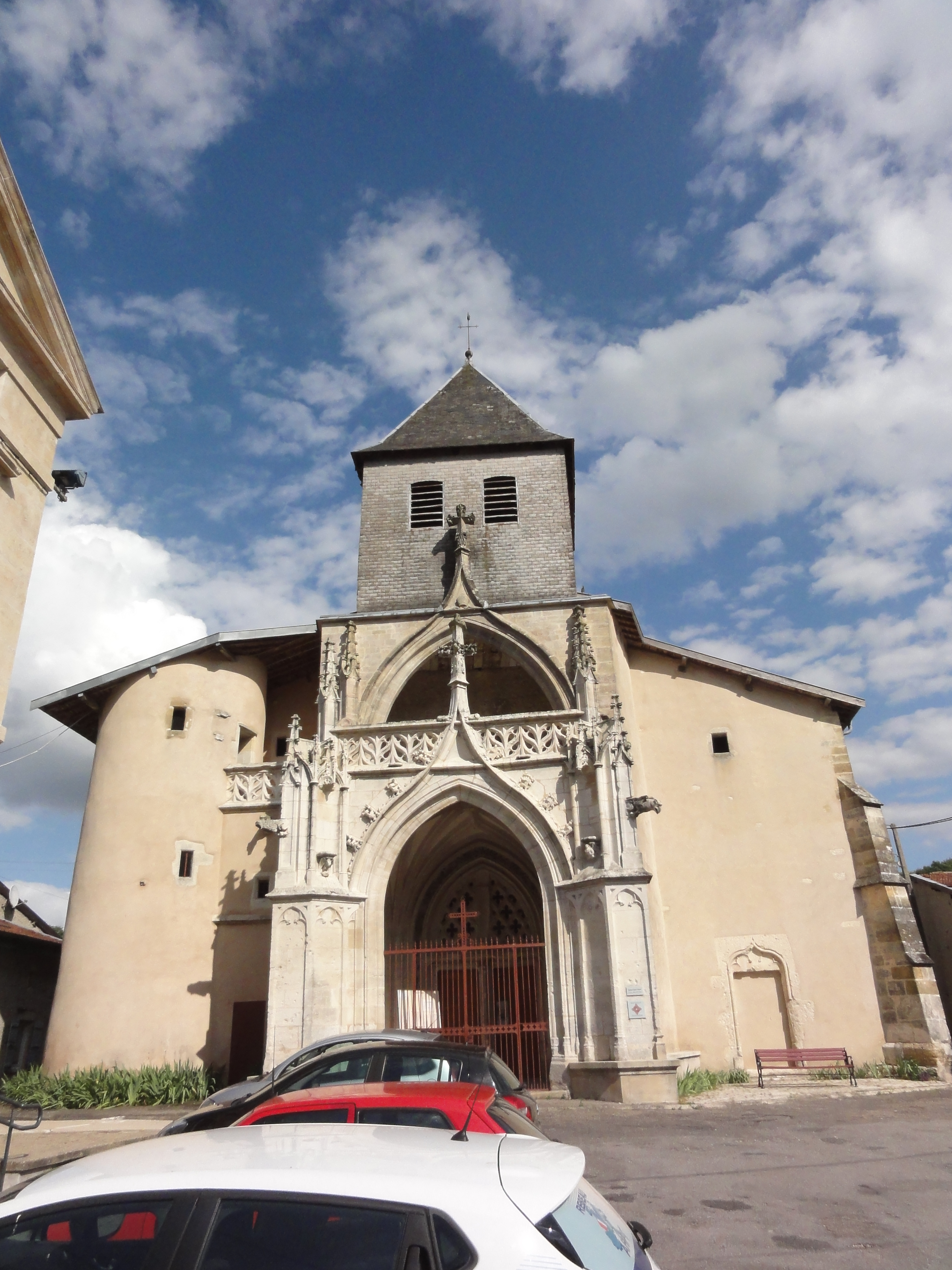
Façade d'entrée
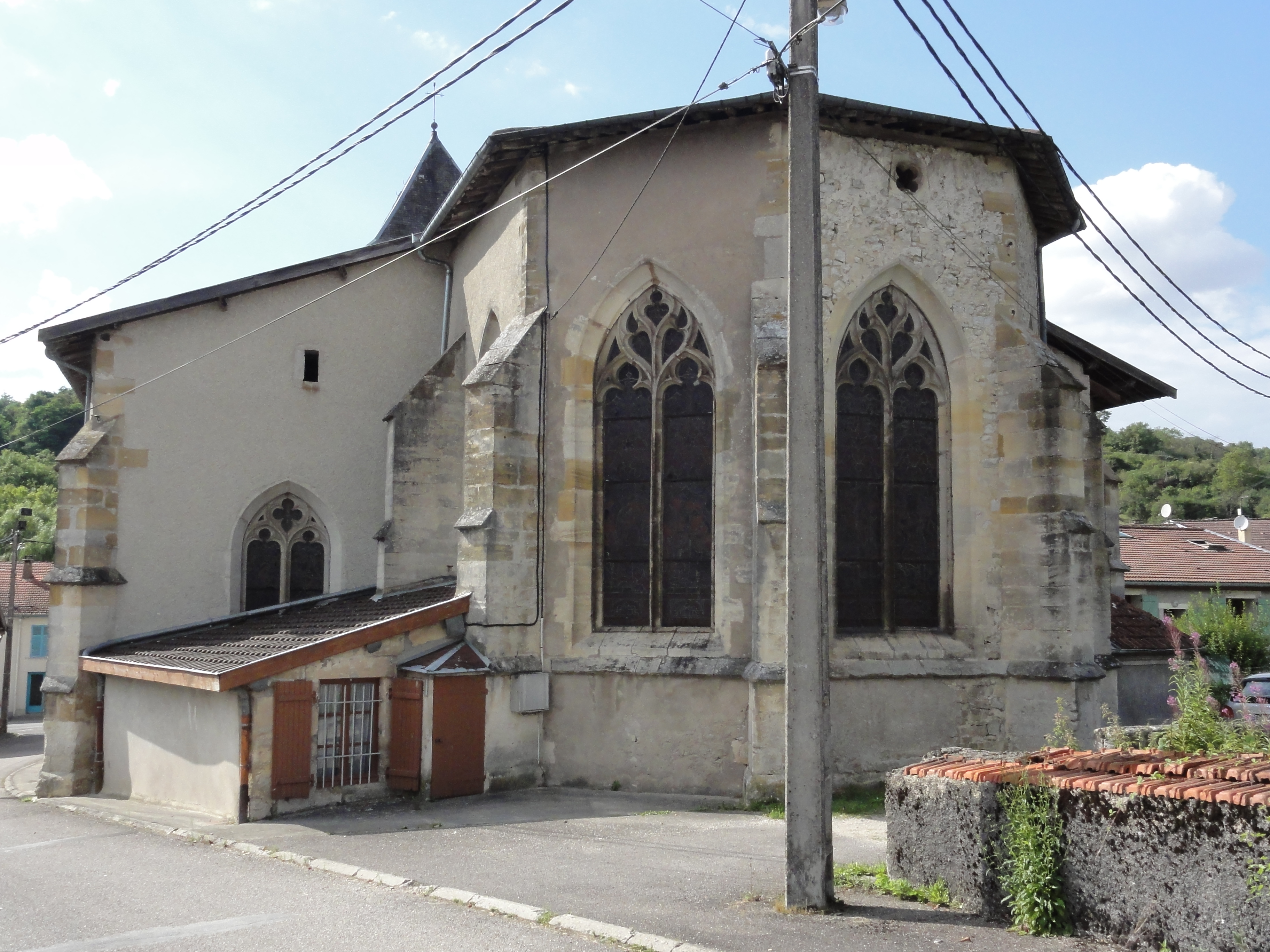
Chevet
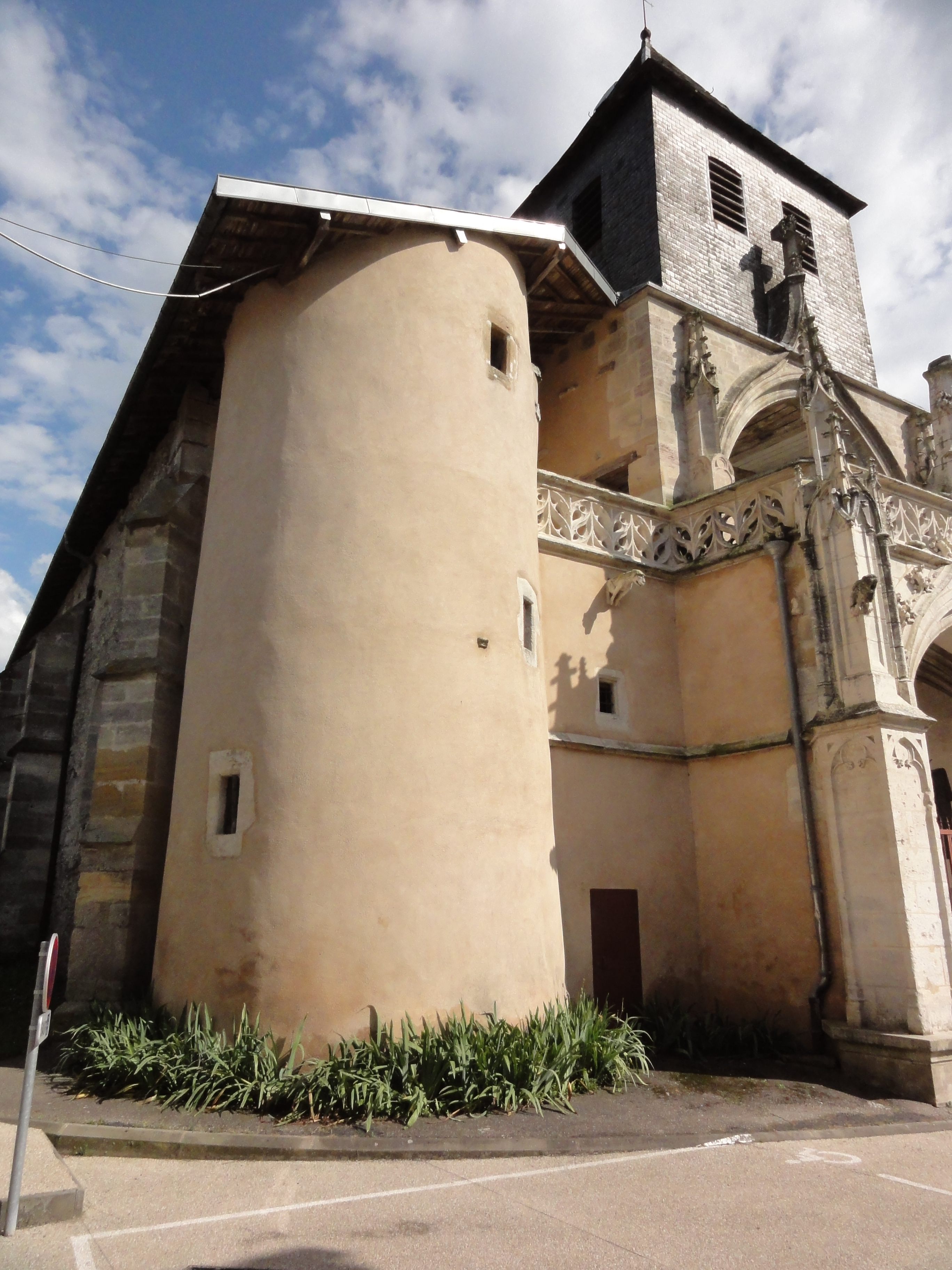
Tour latérale
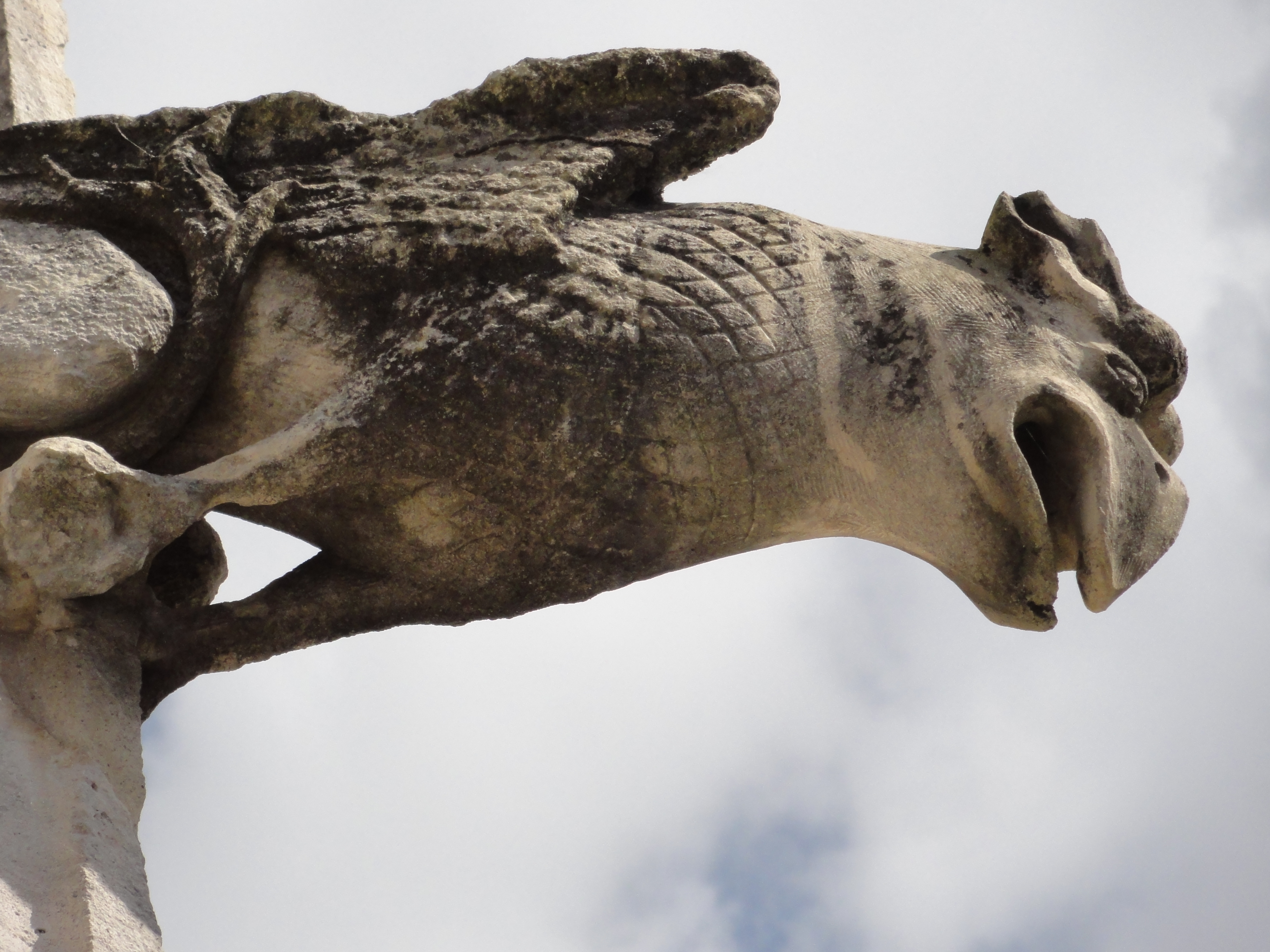
Gargouille
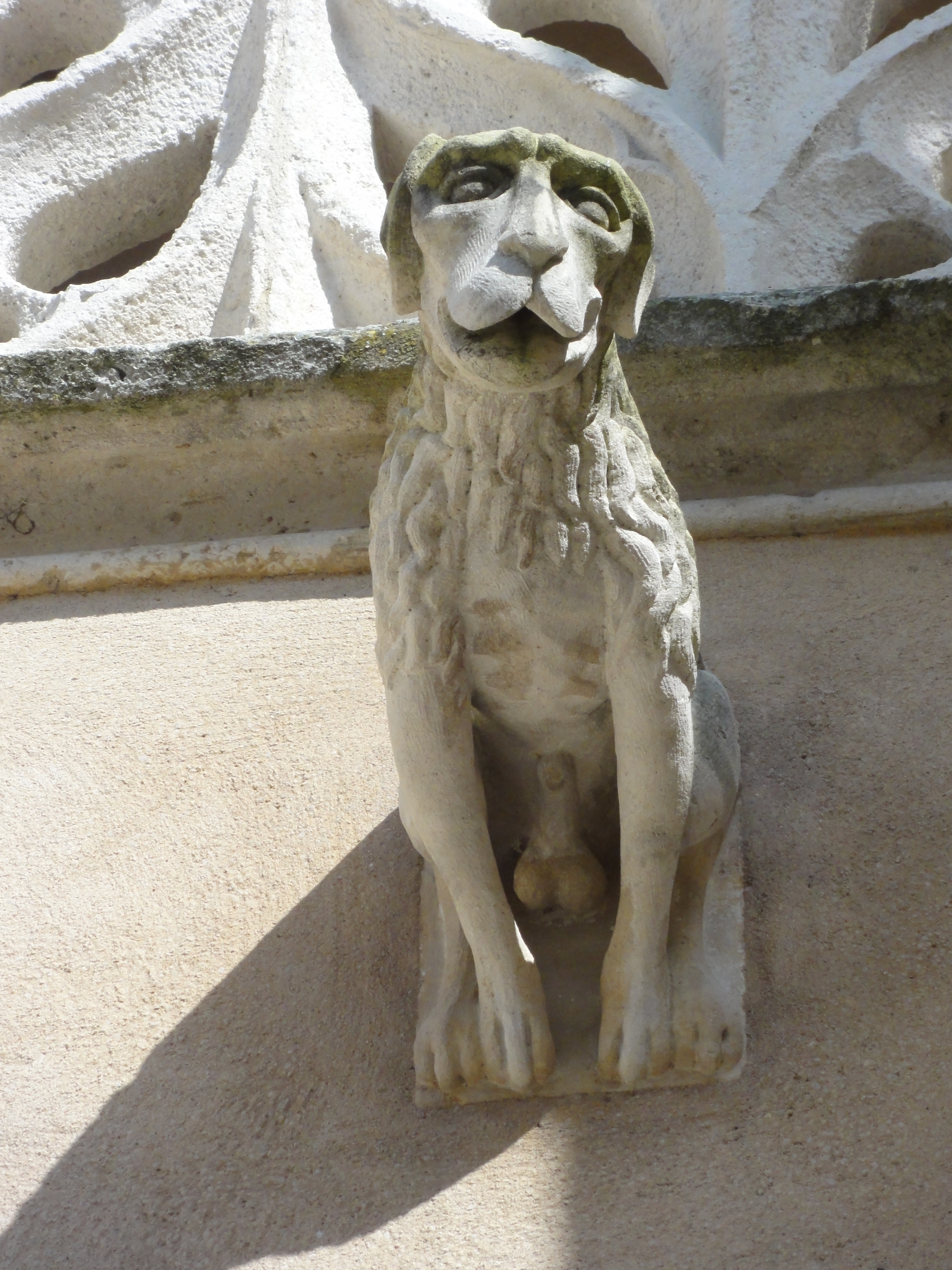
Gargouille
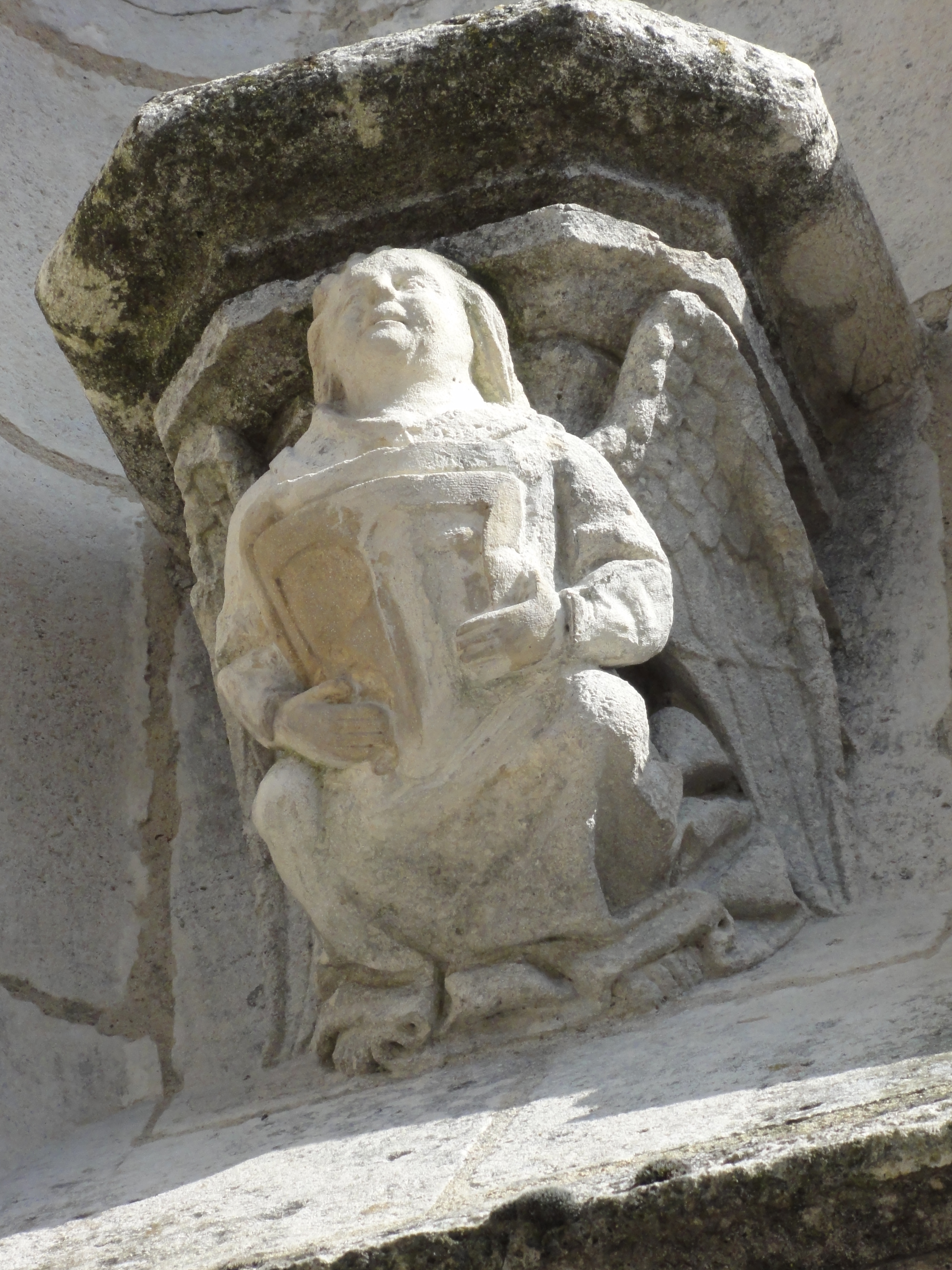
Sculpture porche

## Historique
L'église Saint-Rémi de Resson, classée M.H.en 1990, est de style ogival flamboyant.